# Calling All Girls
„Calling All Girls“ je píseň britské rockové skupiny Queen, napsaná bubeníkem Rogerem Taylorem. Původně byla vydána na studiovém albu Hot Space roku 1982 a 19. července 1982 vyšla i jako singl, na jehož B straně byla píseň „Put Out the Fire“. Píseň nebyla nikdy hrána živě v Evropě, avšak záznam živé verze písně z roku 1982 z koncertu v Japonsku byla vydána na koncertním albu Queen on Fire – Live at the Bowl.

## Obsazení nástrojů
- Freddie Mercury – hlavní a doprovodné vokály
- Brian May – elektrická kytara
- Roger Taylor – bicí, perkuse, akustická kytara, doprovodné vokály
- John Deacon – basová kytara

## Umístění v žebříčcích
| Žebříček (1982)                | Umístění |
| ------------------------------ | -------- |
| US Billboard Hot 100           | 60       |
| US Mainstream Rock (Billboard) | 40       |